# Stereodon scaturiginus
Stereodon scaturiginus là một loài Rêu trong họ Hypnaceae. Loài này được (Brid.) Mitt. mô tả khoa học đầu tiên năm 1863.